# Nemeritis caudata
Nemeritis caudata là một loài tò vò trong họ Ichneumonidae.